# 軍産複合体
軍産複合体（ぐんさんふくごうたい、Military-industrial complex, MIC）とは、軍需産業を中心とした私企業と軍隊、および政府機関が形成する政治的・経済的・軍事的な勢力の連合体を指す概念である。
この概念は特にアメリカ合衆国に言及する際に用いられ、1961年1月、ドワイト・D・アイゼンハワー大統領が退任演説 において、軍産複合体の存在を指摘し、それが国家・社会に過剰な影響力を行使する可能性、議会・政府の政治的・経済的・軍事的な決定に影響を与える可能性を告発したことにより、一般的に認識されるようになった。アメリカでの軍産複合体は、軍需産業と国防総省、議会が形成する経済的・軍事的・政治的な連合体である。

## 概念の起源
軍産複合体という概念を初めて公式に用いたのは、1914年8月5日のイギリスのチャールズ・トレヴェルヤンらが結成した民主的統制連合だった。彼らの平和主義の4つのマニフェストの第4項では「国家の軍隊は共同による合意により制限され、また軍備企業の国営化と兵器貿易の管理によって軍産複合体の圧力は調整されるべきである」 と記された。
軍産複合体の概念を広く知らしめたアイゼンハワーの退任演説は1961年1月17日に行われた。なお、演説の最終から2番目の草案では、アイゼンハワーは最初に「Military–industrial-congressional complex(MICC)、軍産議会複合体」という概念を用いて、アメリカ合衆国議会が軍需産業の普及で演じる重要な役割を指摘していたが、アイゼンハワーは議会という語を連邦政府の立法府のメンバーを宥めるために削除した、とされている。議会を含めた概念の実際の作者は、アイゼンハワーの演説作家のラルフ・ウィリアムズとマルコム・ムースだった。
ベトナム戦争期の活動家セイモア・メルマンはこの概念に度々言及した。1990年代にジェームズ・カースは「1980年代中頃までに、この概念は一般の議論の対象になった...冷戦の間の武器入手に関する軍産複合体の影響に対する議論の力がどうであれ、彼らは現在の時代にはそれほど関連しない。」と主張した。
現在では軍と産業に加え大学などの研究機関が加わり、軍産学複合体と呼ぶように変化してきている。この背景には軍から大学の研究費が出されるようになり、研究資金の出資元として軍が大きな割合を占めるようになってきているためである。

## 歴史
昔から武器や兵器は製造業の主要な生産物であった。新石器時代の道具は有史以前の武器となり、青銅器時代、鉄器時代には武器の手工業生産のために複雑な産業が生まれた。これらの産業は平和時の生産のためにも用いられたが、工業化が進んだ19世紀、20世紀になると、戦争目的だけに開発製造する組織が必要とされるほど兵器は複雑化した。中世の剣などとは異なり、火器、大砲、蒸気船、飛行機、核兵器などの新兵器には数年がかりで開発製造に従事する必要が生まれた。
巨大兵器などでは計画・設計に時間がかかり、平和時にも体制を構築しておかなければならない。この軍事活動に向けた産業の繋がりは、軍と産業の「協力」を生み出した。

### 19世紀
歴史家のウィリアム・ハーディー・マクニールによれば、近代における第二次の軍産複合体が1880年代および1890年代にイギリスとフランスで形成された。2つの勢力による海軍軍拡競争は軍産複合体をそれぞれ形成し、両国間の緊張にも繋がった。初期においては、ジョン・アーバスノット・フィッシャーなどの将校が、装備の技術的更新に影響を与えた。同様の軍産複合体はドイツ、日本、アメリカでもすぐに形成された。
この頃の代表的人物はアルフレート・クルップ、サミュエル・コルト、ウィリアム・アームストロング、ジョセフ・ホイットワース、ホーレス・スミスと“ダン”ダニエル・ウェッソン（スミス&ウェッソン）、第一次大戦の父と言われたバジル・ザハロフなどである。
19世紀後半から20世紀初期のアメリカでは、アンドリュー・カーネギーやヘンリー・フォードといった産業界の指導者の多くは「反軍備」「反戦争」の立場であり、軍需産業の規模は小さかった。

### 二度の大戦前後
1914年に始まった第一次世界大戦により、世界中で軍需産業が勃興した。特にアメリカでは国内労働力の25%が軍需関連産業に従事するようになり、一時的な経済的活況を呈した。1918年の戦争終結によってアメリカの国内経済は一転して不況となり、1929年のアメリカ発の世界恐慌の遠因となった。世界恐慌がもたらしたアメリカの不況はフランクリン・ルーズベルト大統領によるニューディール政策によっても本格的には解消されず、第二次世界大戦へ参戦することで第一次世界大戦の時と同様の戦争特需での景気回復が得られたとする説も強い。この2度の戦争の過程で、「雇用確保」「価格の安定」「民間企業の参加」という軍需産業の利点が関係者に理解されていった。
第一次大戦では、化学メーカーのデユポン社が、弾薬供給で莫大な利益を上げ、「死の商人」と呼ばれることになった。第二次大戦中、米国政府からは原爆開発のマンハッタン計画には当時の金額でも20億ドルが、ボーイング社による爆撃機B-29の開発には30億ドルが投じられた。マンハッタン計画では、クライスラー社が拡散器3500台を納入する契約をとった。戦後1945年12月には、さっそく原爆開発にあたった政財界・軍の有力者が集まって原子力のエネルギー利用について話し合うシンポジウムが開かれた。デュポンは、以前のような批判を懼れ、特許は全て国に属し利益は1ドルとする契約をあえて結んだが、開発費として莫大な金額を得て、それは後の巨大な成果と利益につながった。当時のデュポンの技術部長は社長に昇進、デュポンは水爆開発に関わった際にも、10億ドルの開発費を受け取るが利益は1ドルとする契約を結んだ。

### 米ソ冷戦時代
第二次世界大戦後の1950年、ハリー・S・トルーマン政権下でソビエト連邦の拡張主義に対抗する必要性を説く現在の危機委員会（The Committee on the Present Danger, CPD）が設立された。設立メンバーのディーン・アチソン国務長官や国務省政策立案担当高官のポール・ニッツェ（Paul Nitze）のほかにも、2度の大戦で軍産複合体の実権を握ったバーナード・バルーク、ジョン・ロックフェラー2世（1世の息子）、ニューヨーク・タイムズのジュリウス・オクス・アドラー、GMのアルフレッド・スローンなどが所属した。この組織の働きかけで、アメリカのGDPに占める軍事費の割合は、1947年の4%から1950年代には8%から10%へと増え続けた。1957年、ソ連が人工衛星「スプートニク」の打ち上げに成功、これは郭ミサイルをアメリカに打ち込める技術を持ったことを意味し、対抗して核ミサイルを持つ技術の開発が急がれた。マンハッタン計画にも参加したクライスラー社も誘導核ミサイル開発に参加、ロッキード社が開発した誘導核ミサイル「ポラリス」等は米英相互防衛協定に基づいて英国原潜に提供される等、米軍のために開発された軍用機・各種兵器が同盟国にも提供されていく。
軍産複合体に対しどのような態度をとるかは、政治的エリートにとって課題となった。軍産複合体に警鐘を鳴らしたアイゼンハワーが、戦略核配備を進める一方で航空宇宙局（ＮＡＳＡ）を軍部と切り離して設立したのは、宇宙開発競争が軍産複合体を増大させることを懸念したからだともされる。ベトナム戦争とウォーターゲート事件の後の1977年、ジミー・カーター大統領は歴史家のマイケル・シェリーが呼ぶところの「アメリカの軍国主義化された過去を壊す決意」 を持って職に臨んだがうまくいかず、再選にも失敗した。いわゆる「レーガン革命」は軍産複合体の優位性を建て直した。ジョージ・メイソン大学のヒュー・ヘクロのいわゆる「防衛官僚により聖別されたアメリカの展望」でロナルド・レーガンは、1980年代から共和党の合い言葉になり民主党の大半も同様だったやり方で、国家と国家の安全の状態をプロテスタントの契約神学の覆いの下に隠した。1983年発表の米国の「戦略防衛構想」別名「スターウォーズ計画」では、レーガン大統領がその演説において、核兵器開発時の科学者の貢献を引き合いに出して科学者らにも「人類と世界のため」として協力を呼び掛け、この後、国防総省はMITやスタンフォード大学等の有名大学にも大量の資金が提供されていった。この頃から「軍産学の連携」ということが強調されるようになり、こうした動きには、科学の軍事利用との批判も現れ、軍産複合体に代えて学術機関を加えた軍産学複合体という表現も使われるようになっていった。
アメリカと軍拡競争を行ったソ連でも軍産複合体は国営企業によって形成されており、ソ連で軍産複合体を代表したドミトリー・ヤゾフ国防相やオレグ・バクラーノフ国防会議第一副議長、アレクサンドル・チジャコフ国営企業・産業施設連合会会長らはアメリカに融和的で冷戦の終結を掲げてペレストロイカにおける経済改革の一環として軍民転換（コンヴェルシア）政策を推し進めて既得権益を脅かすミハイル・ゴルバチョフに反発を強め、ソ連8月クーデターを起こすきっかけとなった。

### ポスト冷戦時代
第41代および第43代大統領を生み出したブッシュ家は、軍産複合体を生業としてきた。第43代大統領の曽祖父サミュエル・ブッシュはオハイオ州で兵器を製造していたバッキー・スティール・キャスティング社を経営していて、1917年からはワシントンD.C.の連邦軍需産業委員会の小火器・弾薬・兵站部門の委員となった。祖父のプレスコット・ブッシュは東京大空襲で大量に使用された焼夷弾である集束焼夷弾E46の製造を行なっていたドレッサー・インダストリーズ社に関与し、戦後は上院議員もつとめている。第41代米大統領はこのド社の石油部門で働いていた。その後、第41代大統領はCIA長官、副大統領、大統領時代において、海外との兵器貿易を押し進めており、副大統領時代にはイラン・コントラ事件が起きている。
冷戦終了後の1990年代にはアメリカの兵器メーカーによる議会工作の方法が高度化した。まず、軍需産業によるタカ派シンクタンクへの献金によって仮想敵国の軍事的脅威が強調された報告書が作成され、高額な報酬を受け取るロビイストによって国防関係の議員達にさまざまな働きかけが成される。1997年だけでもロビー活動費として5,000万ドルが費やされ、870万ドルが1998年にかけての選挙資金として提供されたと見積られている。地元での防衛産業に関わる有権者の票と共に、こういった業界からの資金提供が議員達の政治判断に影響するようになっていった。レーガン政権時代には、実現性が無いとする多くの反対を押し切って、「スターウォーズ計画」とも呼ばれた「SDI計画」が550億ドルの巨費を投じて進められ、15年間の計画は終了した。この計画が失敗であったかどうかの意見は分かれるが、先進的な軍事技術を生み出しながらも具体的な兵器は一切完成しなかった。
1990年代にホワイトハウスが「ならずもの国家」と名指ししていた「イラン」「イラク」「北朝鮮」の3カ国の他に、「スーダン」「シリア」「キューバ」といった反米国家のすべての軍事費を合計してもアメリカ1国だけで19倍程度の軍事費を毎年費やしてきた。さらに、2001年の9・11同時多発テロによって、イスラム過激派に対する対テロ戦争と言う名目はアメリカの軍事費を前年に比べ326億ドル増額させることに成功し、国防総省の総予算は3,750億ドルにまでなった。しかし、これらは主に駐留経費の増額であり、艦船や航空機などの大口の受注はむしろ減額されているという指摘もある。
「対テロ戦争」における実際の軍事行動は、敵対勢力への積極的な海外派兵によって行なわれ、兵器の使用に伴って大きな軍需物資の需要が生み出されている。特にアフガニスタンとイラクでは、主戦闘以外のあらゆる侵攻作戦上の業務を米国の民間会社へと委託する方式（民間軍事会社）を生み出すことで、従来のように遠く離れた母国から武器などの物の販売によって利益を得るのではなく、戦争や紛争が起きている現場での労働力の提供による利益を追求するといった、戦争そのものが新たな産業として確立しつつある。
「対テロ戦争」とは直接関係が無い、弾道ミサイル防衛に関しても対テロによって減額されることなく、レイセオン社のような企業によって開発と配備が進められており、アメリカやカナダだけでなく、ヨーロッパと日本への配備も進展しつつある。同様に、F-22「ラプター」戦闘機や「ジョージ・H・W・ブッシュ」、「ジェラルド・R・フォード」原子力空母といった通常戦争用の新型兵器の開発と配備の計画も進展している。
21世紀になると、軍産複合体という概念は世界でも突出して大きな軍需産業を持つアメリカに関して言及されることが多くなった。アメリカ経済の軍事費及び軍需産業への依存度を推定することは難しい。それは明らかに莫大であり、彼らの地区に影響を及ぼす防衛費の削減に議員は激しく抵抗する。ワシントン州ではある経済学者は2002年に西部ワシントンで直接、間接に防御産業を除いた軍事施設単独で166,000人の仕事或は約15%の労働人口が依存していると見積もった。ワシントン州で2001会計年度で防衛予算から総額約70億6,000万ドルの給与、年金、調達費が支払われた。この額はワシントン州が全米で7位である。米国の防衛研究費だけでもGDPの1.2%に上る。歴代大統領と比較して孤立主義的とも評されるドナルド・トランプ共和党政権ではパトリック・シャナハンやマーク・エスパー、その後任のジョー・バイデン民主党政権でもロイド・オースティンのような軍需産業の役員経験者がアメリカ合衆国国防長官に指名され続けるなど軍需産業はアメリカの政界に強い影響力を持っている。
アメリカに次ぐ軍事費と軍需産業を持ち、米中冷戦状態にあると評されている中華人民共和国では、国有企業が独占した軍需産業を民間に開放してアメリカの軍産複合体をモデルに中央軍民融合発展委員会を設置したとされる。米中貿易戦争で、バイデン政権は中国政府が推し進める軍民融合に関わる中国企業を「中国軍産複合体企業」（Chinese Military-Industrial Complex Companies）と呼んで経済制裁の対象に指定した。

## 米国の軍産複合体

### 協力体制
地元労働者の支持
ロッキード社、ボーイング社、レイセオン・テクノロジーズ社といった巨大兵器メーカーはアメリカ国内にて多数の工場を持ち、また、陸海空軍及び海兵隊の四軍の基地はそれぞれの基地所在地域にとって他に代わりのない有力な就職先となるなど、地元の雇用とアメリカ議会議員選挙時の支持票とが密接に結びついているため工場や基地の閉鎖・移設は、たとえそれが合理的な理由によって本当に必要と考えられても議員にとっては最大限に避けるべき要素となり得る。
献金
巨大軍需企業は、自社の製品やサービスが国防予算内に有利な条件で組み込まれることを望むため、シンクタンクやロビイストを通じてアメリカ議会議員にさまざまな働きかけを行っている。また同時に、これらの企業から合法や違法を問わず献金が議員に対して行われ、政治活動資金として使用される。
輸出産業
アメリカ製兵器は、映画や一部のコンピュータ関連製品、航空機、農産物と並んで、有力な輸出商品である。このため、アメリカ国民の強い武器に対する愛着と誇りも手伝って、輸出を前提とする産業構造に何らの疑問も抱かれないのが大勢である。

### イスラエル・ロビー
イスラエルは国家成立のときから、いわゆる中東戦争で周辺イスラム諸国と戦争を続け、欧米に居住するユダヤ系市民の支援だけでなく、アメリカの多大な軍事援助を受けてきた。2022年時点でアメリカはほぼ唯一の軍事援助国であり、かつアメリカの軍事援助国ではイスラエルが最大のものとなった（イラクを除く）。イスラエル自体も国家経済において軍需産業が主要経済となり、アメリカと同様に軍産複合体の様相を呈している。このような条件下にあって、イスラエルはパレスチナ問題での自身の立場の擁護だけでなく、アメリカの巨額な軍事援助の継続を維持するために、ユダヤ系市民が有力なアメリカ言論界の支援とともに、活発な対議会工作（ロビー活動）を行っている。
国家安全保障問題ユダヤ研究所（Jewish Institute for National Security Affairs、JINSA）は、アメリカとイスラエルの間での戦略的・軍事的な協力関係を促進することを目的に1976年に設立され、シンクタンクを核として、ロビー活動や多数の米イの軍関係者の間の交流会、広報誌の発行を行なうなど、現在も積極的に活動している。2004年には2万人以上のメンバーがいると見積もられている。
アメリカ・イスラエル公共問題委員会（AIPAC）が、イスラエルにとって有利な政策をとるようにアメリカ政府や議会に働きかけることを中心に活動しているのに対して、JINSAは米イの軍事関係者と軍需産業関係者の間での関係強化を目的として活動している。
JINSAはアメリカ軍の退役軍人がイスラエルを訪問しやすいように毎年研究渡航の費用を提供したり、アメリカ国防総省の官僚と在米イスラエル指導者層との交流会を企画したりしている。地中海・中東地域でのイスラエルの存在がアメリカにとっての民主主義的な価値観に沿ったものとなっている事を、アメリカ国民にアピールしており、イスラエルの中東地域でのプレゼンスが米国の国防上も有益であると宣伝している。こういった長年の努力の結果、米国は全対外援助の6分の1をイスラエルの軍需産業に経済援助している。
JINSAはアメリカ国内でイラク戦争を最も強く推進した団体である。JINSAの顧問でネオコンのリチャード・パールは開戦時の国防政策委員会のメンバーであったし、ディック・チェイニー副大統領やジョン・ボルトン国連大使、ダグラス・ファイス国防次官もJINSAの顧問である。
JINSA、ネオコン、キリスト教右派、先進戦略政治研究所（IASPS）、安全保障政策センター（Center for Security Policy, CSP）、アメリカシオニスト機構（Zionist Organization of America, ZOA）といった勢力からのイデオロギー的な強い働きかけもアメリカ軍需産業の行動に影響していると見られる。

### 米国政治家が、戦争の受益企業の株を所有
アメリカの国会議員は、総数535人であるが、そのうち51人の議員と配偶者が、防衛関連企業の株を所有している。51人の議員の中で、21人が10万ドル（日本円で1,100万円程度）を超える投資をしている。ウクライナ侵攻により防衛関連企業の株価が、4割から５割上昇し、1,100万円の株を所有する議員は、侵攻の前後で440万円以上、資産価値が上昇したことになる。
軍需産業だけでなく、エネルギー関連企業も戦争の受益者である。2019年12月時点で、134人の国会議員とその配偶者が、化石燃料を扱う会社の株と投資信託に投資をしている。議員1人あたり、2,600万円〜7,400万円の投資をしている。アメリカのエネルギー関連トップ企業の株価は、ロシアによるウクライナ侵攻の前後で、90〜160%上昇している。仮に100%上昇したとすると、議員1人あたりで2,600万円〜7,400万円、所有株の資産価値が上昇したことになる。詳細は、軍需産業のページの「アメリカにおける政治と軍需産業のつながり」という章に記載がある。